# グランパークタワー
グランパークタワー（Granpark Tower）は、東京都港区芝浦（田町）にある高層複合施設。NTT都市開発等により計画建設された。

## 概説
全体敷地内に、メインのオフィス（グランパークタワー）、商業（グランパークプラザ）、賃貸住宅（グランパークハイツ）がある。敷地の60％以上が緑地（公開空地）のある環境であり、SEGESの「都市のオアシス認定」を受けている。隣接地には東京工業大学附属科学技術高等学校のキャンパスがある。

## 主なテナント
- NTT Com DD 本社
- 日本電信電話 ソフトウェアイノベーションセンタ
- 日本エア・リキード 本社
- 日比谷総合設備
- オリックス生命
- NTTファシリティーズ 本社
- エフエスユニマネジメント 本社
- 電気通信共済会
- NTTコミュニケーションズ
- ドコモビジネスソリューションズ 本社
- NTTテクノクロス 本社
- NTTアド
- 日本コンピュータ・アーツ 本社
- NTT出版 本社
- NTTアーバンバリューサポート 本社
- リコー
- リコージャパン
- NTTレゾナント 本社
- AKKODiSコンサルティング本社
- アデコビジネスサポート 本社
- NTT都市開発 芝浦総合管理事務所